# Чуковець (Силістринська область)
Чу́ковець (болг. Чуковец) — село в Силістринській області Болгарії. Входить до складу общини Алфатар.

## Населення
За даними перепису населення 2011 року у селі проживали 289 осіб, з них 284 особи (99,6%) — турки.
Розподіл населення за віком у 2011 році:
Динаміка населення: